# Juozas Tūbelis

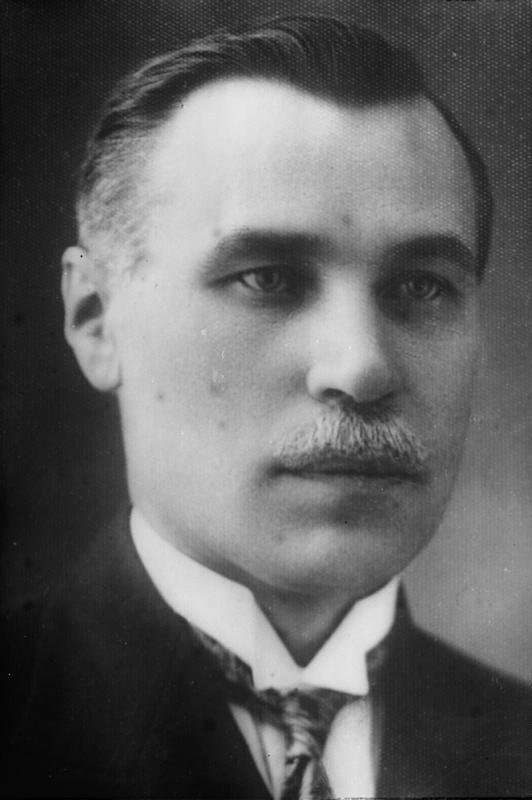
Juozas Tūbelis, 1929

Juozas Tūbelis (* 9. April 1882 in Ilgalaukiai bei Rokiškis; † 30. September 1939 in Kaunas) war litauischer Politiker und Premierminister.

## Biographie
1908 absolvierte Juozas Tūbelis die Agronomiefakultät des Polytechnischen Instituts in Riga und war danach als Lehrer in Riga tätig. Während des Ersten Weltkriegs kämpfte er als Soldat auf der Seite Russlands. 
Am 11. November 1918 wurde Tūbelis Landwirtschaftsminister. Dieses Amt musste er bereits fünf Monate später – am 12. März 1919 – wieder abgeben, wurde dafür jedoch bis zum 19. Juni 1920 Bildungsminister. In der Präsidialdiktatur des litauischen Präsidenten Antanas Smetona, der nach dem Staatsstreich vom 17. Dezember 1926 am 12. April 1927 das Parlament auflöste, wurde er vom 3. Mai 1927 an bis zum 24. März 1938 litauischer Finanzminister. Am 23. September 1929 wurde er zudem noch für drei Amtszeiten Premierminister, bevor er am 24. März 1938 zurücktrat. Danach arbeitete er bis zum 1. Oktober 1938 wieder als Landwirtschaftsminister und leitete 1938/39 die litauische Zentralbank.
Tūbelis war Mitglied der Partei Pažangos partija und von 1931 bis 1938 Vorsitzender der Partei Lietuvos tautininkų sąjunga.
Tūbelis ist in Kaunas begraben.